# Gustav Edlefsen
Gustav Julius Friedrich Ferdinand Edlefsen (* 24. Februar 1842 in Friedrichstadt; † 27. April 1910 in Hamburg) war ein deutscher Arzt und Hochschullehrer.

## Leben und Wirken
Gustav Edlefsen war ein Sohn des Friedrichstädter Arztes Eduard Edlefsen (* 1803 in Oldenswort; † 27. Februar 1854 in Itzehoe) und dessen Ehefrau Louise Margaretha, vermutlich geborene Edlefsen. 
Nach der Geburt in Friedrichstadt zog Edlefsen 1850 mit seinen Eltern nach Husum und lebte von 1851 bis 1858 in Itzehoe. Nach einem Besuch des Christianeums in Altona, das er 1862 mit dem Abitur verließ, begann er ein Medizinstudium an der Universität Kiel. 1864/65 setzte er das Studium in Berlin fort und ging anschließend zurück nach Kiel. 1866 arbeitete er hier als Hilfsassistent von Victor Hensen am Physiologischen Institut und 1877 bei Karl Heinrich Christian Bartels im chemischen Labor der Medizinischen Klinik. Er beendete das Studium 1868 mit dem medizinischen Staatsexamen.
Nach dem Staatsexamen arbeitete Edlefsen an der Medizinischen Fakultät der Kieler Universität. Er galt früh als begabt und zuverlässig und bekam schnell selbstständige Aufgaben zugewiesen. Direkt nach dem Staatsexamen übernahm er eine mehrmonatige Prosektur am Pathologischen Institut und promovierte begleitend hierzu bei Victor Hensen. 1868/69 arbeitete er mehrere Monate als Assistent an der Medizinischen Klinik. Danach vertrat er Adolf Georg Pansch als Prosektor am Anatomischen Institut.
Während des Deutsch-Französischen Krieges leistete Edlefsen Kriegsdienst und zog anschließend nach Kiel, wo er eine eigene Praxis einrichtete. Die Medizinische Klinik der Universität beschäftigte ihn als Dozent und erteilte ihm 1873 auf Empfehlung Bartels einen Ruf zum außerordentlichen Professor und Direktor der Medizinischen Poliklinik, die sich seit 1869 in der Brunswicker Straße 12 befand.
Patienten, Kollegen und Schüler beurteilten Edlefsen als hingebungsvollen Mediziner, der ein gutes Fachwissen und eine exzellente Beobachtungsgabe hatte und sich selbstlos für die Patienten einsetzte. Begleitend zu den Tätigkeiten als Direktor der Medizinischen Poliklinik, zu der auch die Städtische Armenfürsorge gehörte, betreute er internistische Patienten der dritten Klasse des Anschar-Hauses. Dieses befand sich seit 1872 als „Mutterhaus zur Ausbildung von Krankenpflegerinnen“ in der Annenstraße 63/69.
1890 erschien Edlefsens „Lehrbuch der Diagnostik der inneren Krankheiten für Studierende und Ärzte“, das ihn in der Fachwelt breit bekannt machte. Aufgrund seiner zahlreichen Vorlesungen und Beteiligungen in der ärztlichen Prüfungskommission erkrankte er an einem chronischen Erschöpfungszustand. Daher zog er sich 1891 aus dem akademischen Betrieb zurück und verlegte seinen Wohnsitz nach Hamburg, wo er hin und wieder als Konsiliarius und im Ärztlichen Verein arbeitete. Während der letzten Lebensjahre litt er an einer schweren Krankheit.
Edlefsen war verheiratet mit Georgine Elise Friederike von Ahlefeld (* 5. März 1851 in Kiel; † 9. Mai 1915 in Hamburg), deren Vater Wilhelm von Ahlefeldt Propst des Klosters Uetersen war. Das Ehepaar hatte einen Sohn und eine Tochter.